# Крисне
Крисне (на френски: Crisnée) е селище в Югоизточна Белгия, окръг Уарем на провинция Лиеж. Населението му е около 2800 души (2006).

## География
Крисне се намира на 15 km северозападно от центъра на град Лиеж, в близост до Европейски път E40.

## История
Крисне се споменава за пръв път в източници от 14 век, когато е част от Лиежкото епископство, княжество, васално на Свещената Римска империя. Заедно с епископството, селището е анексирано от Франция през 1795 година, а през 1815 година влиза в състава на Обединено кралство Нидерландия, от което през 1830 година се отделя Белгия.
През 1965 година към Крисне са присъединени съседните общини Кемекс, Одьор, Тис и Физ льо Марсал.